# Purtătorii
Purtătorii (titlu original: Carriers) este un film american postapocaliptic de groază thriller dramatic din 2009 regizat de Àlex Pastor și David Pastor. În rolurile principale joacă actorii Piper Perabo și Chris Pine.

## Prezentare
Omenirea se confruntă cu o boală virală mortală. În Statele Unite, patru tineri călătoresc prin California pentru a ajunge pe coastă, în speranța de a găsi acolo salvarea. Dar drumul va fi lung și multe pericole au de înfruntat.

## Distribuție
- Lou Taylor Pucci ca Danny
- Chris Pine ca Brian
- Piper Perabo ca Bobby
- Emily VanCamp ca Kate

## Producție
Filmările au avut loc în New Mexico  la sfârșitul anului 2006, dar filmul a fost lansat de Paramount Vantage abia în septembrie 2009, ca urmare a succesului interpretării lui Pine în filmul Star Trek, apărut la începutul anului 2009.